# Erica pleiotricha
Erica pleiotricha är en ljungväxtart som beskrevs av Spencer Le Marchant Moore. Erica pleiotricha ingår i släktet klockljungssläktet, och familjen ljungväxter. Utöver nominatformen finns också underarten E. p. blaeriodes.